# 延慶両卿訴陳状
延慶両卿訴陳状（えんきょうりょうきょうそちんじょう）は、延慶4年（1311年）、勅撰集の選者として京極為兼が擬せられると、二条為世がこれに反対して訴陳し、すると為兼はこれに反発し、為世がこれにさらに駁したものである。群書類従所収。

## 概要
為世は、自分は二条家の嫡流で代々の歌書を相伝し、父祖に親しく学び正系を伝えるが、為兼は庶流であってそうではなく、庶子で選者になった先例はなく、かつて三代集の作者の源当純を常純に誤ったことがあり、またさきに佐渡に配流された為兼を選者とするのは不吉であるなどと列挙して異議を申し立てた。
為兼は、訴状を奉って、ひとつひとつに駁して、歌道は嫡庶の次第や官位の浅深にこだわるものではなく、為世は選歌が拙なく、誇称する相伝本は信ずべからず怪しく、歌学は浅く、不才、非器、とうてい選者の資格はないと反発した。
為兼の訴状に対してさらに重ねて為世から反駁上奏された訴状を役人が抄出したものが延慶両卿訴陳状である。
結局のところ、為兼が勝ちをおさめ、1人で玉葉和歌集を選進した。